# Sendhwa
Sendhwa är en ort i Indien.   Den ligger i distriktet Barwani och delstaten Madhya Pradesh, i den centrala delen av landet, 800 km söder om huvudstaden New Delhi. Sendhwa ligger 410 meter över havet och antalet invånare är 54 530.
Terrängen runt Sendhwa är platt. Runt Sendhwa är det tätbefolkat, med 343 invånare per kvadratkilometer. Det finns inga andra samhällen i närheten. Trakten runt Sendhwa består till största delen av jordbruksmark.